# Nostradamus (음반)
| 전문가 평가        | 전문가 평가 |
| 총 점수            | 총 점수     |
| 출처               | 점수        |
| ------------------ | ----------- |
| 메타크리틱         | 59/100      |
| 평가 점수          |             |
| 출처               | 점수        |
| AllMusic           | [ 1 ]       |
| Blabbermouth       | 5/10        |
| The Boston Phoenix | [ 5 ]       |
| IGN                | 6.9/10      |
| Mojo               | [ 3 ]       |
| PopMatters         | 5/10        |
| Q                  | [ 3 ]       |
| Rock Hard          | 6/10        |
| Record Collector   | [ 9 ]       |
| Sputnikmusic       | 2/5         |

《Nostradamus》는 16세기 작가 노스트라다무스에 초점을 맞춘 영국의 헤비 메탈 밴드 주다스 프리스트의 열여섯 번째 스튜디오 음반이다. 그것은 더블 음반이자 밴드의 첫 번째 콘셉트 음반이다. 원래 이 음반은 2007년 발매로 연기되기 전에 2006년 말에 발매될 예정이었으나 2008년 6월에 에픽 레코드에서 마침내 발매되었다. 이 음반은 K. K. 다우닝이 은퇴하기 전에 선보이는 이 밴드의 마지막 음반이다.
주다스 프리스트는 《Nostradamus》를 홍보하기 위해 모터헤드, 헤븐 & 헬, 그리고 Metal Masters Tour의 테스터먼트과 함께 투어를 했다. 이 밴드는 또한 2008년과 2009년에 음반을 후원하기 위해 월드 투어를 했다.

## 성장
《Nostradamus》의 콘셉트는 매니저 빌 커비쉴리에서 비롯되었고 2005년 에스토니아에서 투어하는 동안 밴드에 던져졌다. 기타리스트 K. K. 다우닝은 2007년 2월 《브레이브 워드 & 블러디 너클스》와의 인터뷰에서 18개의 곡이 총 90분 이상 녹음되었고 그가 줄이고 싶은 곡이 많지 않았다고 밝혔다. 음악적으로, 이 음반에는 이전에 시도했던 그 어떤 것과도 다른 키보드와 합창단의 사용을 포함한 교향악단이 포함되어 있다. 2007년 11월, 이 밴드는 음반을 믹싱하기 시작했다.

## 발매
2007년 11월, 가수 롭 핼퍼드는 더블 디스크 세트인지 아닌지는 아직 결정되지 않았다고 말했다. 2008년 4월, 이 음반은 더블 CD 겸 트리플 바이닐 LP로 발매될 것으로 확정되었다.
《Nostradamus》는 발매 첫 주에 미국에서 4만2천장이 팔려 빌보드 200 차트 11위에 올랐다. 이 밴드는 2014년 6위였던 《Redeemer of Souls》를 제치고 미국에서 역대 최고 차트 순위에 올랐다. Billboard.com에 따르면, 이 음반은 유럽에서 2008년 6월 16일, 미국에서 6월 17일에 발매되었다고 한다. 《Nostradamus》의 세 가지 구성이 발행되었다. 가장 흔한 것은 일반 쥬얼 케이스 더블 CD이지만 48페이지 분량의 책자가 있는 "CD 디럭스 하드바운드 버전"도 있고, "슈퍼 디럭스 버전"에는 세 장의 바이닐 레코드(CD 디럭스 포장 외에 포스터)가 포함되어 있다.
타이틀곡은 2008년 4월 12일 에픽 레코드를 통해 주다스 프리스트의 웹사이트에 무료로 다운로드 되었다.  두 번째 싱글 〈Visions〉는 2008년 5월 4일에 발표되었다.
타이틀곡은 제51회 그래미 어워드에서 최우수 메탈 퍼포먼스 후보에 올랐다. 〈Visions〉라는 곡 또한 베스트 하드 록 퍼포먼스 부문의 그래미 후보에 올랐다.
이 밴드는 퍼포먼스 제작의 일환으로 음반을 완전히 공연하고 싶다는 의사를 여러 번 언급했지만, 이 아이디어는 폐기되었다. 아마도 이 음반의 팬들로부터 미온적인 반응이 있었기 때문일 것이다. 음반의 곡들 중 두 곡만 다음 투어인 〈Prophecy〉과 〈Death〉에서 라이브로 공연되었고 전자는 2011년~2012년에 세트리스트에 다시 등장했다.

## 반응
스푸트니크뮤직은 《Nostradamus》와 함께 이 밴드가 "더욱더 심포닉 메탈 접근방식을 위해 스피드 메탈과 하드 록을 모두 버렸다"고 말했는데, 이 음반은 신시사이저에 더 중점을 두었지만 그들의 1986년 음반 《Turbo》의 만족스럽지 못한 방식으로는 아니었다. 평론가는 그 밴드가 낯선 스타일로 작업하기 위해 애쓰고 있다는 것이 "고통스럽게 명백하다"고 생각했다고 말했다. 올뮤직은 이 음반이 아이언 메이든이 1988년 《Seventh Son of a Seventh Son》에서 이전에 제작한 것과 같은 종류의 "에픽 메탈"을 대표한다고 말했다. 그 음반은 "멜로 드라마틱한 구절"과 같은 척추 탭 스타일의 진부한 표현들을 담고 있는 것으로 보였다. 〈Dated〉 신시사이저 현악 사운드는 이 밴드가 더블 음반을 만들기 위해 필러 소재를 찾고 있었다는 느낌을 더했다. 이 음반은 2009년 현재 미국에서 10만 장 이상, 전 세계적으로 50만 장이 팔렸다.
2020년 회고록 《Confess》에 실린 음반을 되돌아보며 핼퍼드는 "이 음반이 충분히 자랑스럽다"며 "언젠가 고전으로 인정받을 것 같다"고 말했다. 그는 또한 주다스 프리스트가 2008년 투어에서 음반의 두 곡만 연주한 이후 언젠가 라이브 광경으로 음반을 완전히 선보이기를 바라고 있다.

## 줄거리
《Nostradamus》는 선견자의 삶과 시간에 초점을 맞춘다. 첫 번째 디스크에는 그가 미래와 세상의 종말에 대해 가지고 있는 다양한 예측들이 자세히 나와 있다.

## 곡 목록
모든 곡들은 K. K. 다우닝, 글렌 팁톤 그리고 롭 핼퍼드에 의해 작사/작곡하였다.
| #   | 제목                      | 재생 시간 |
| --- | ------------------------- | --------- |
| 1.  | 〈Dawn of Creation〉      | 2:32      |
| 2.  | 〈Prophecy〉              | 5:27      |
| 3.  | 〈Awakening〉             | 0:53      |
| 4.  | 〈Revelations〉           | 7:05      |
| 5.  | 〈The Four Horsemen〉     | 1:35      |
| 6.  | 〈War〉                   | 5:05      |
| 7.  | 〈Sands of Time〉         | 2:37      |
| 8.  | 〈Pestilence and Plague〉 | 5:09      |
| 9.  | 〈Death〉                 | 7:34      |
| 10. | 〈Peace〉                 | 2:22      |
| 11. | 〈Conquest〉              | 4:42      |
| 12. | 〈Lost Love〉             | 4:28      |
| 13. | 〈Persecution〉           | 6:34      |

| #   | 제목                      | 재생 시간 |
| --- | ------------------------- | --------- |
| 1.  | 〈Solitude〉              | 1:23      |
| 2.  | 〈Exiled〉                | 6:33      |
| 3.  | 〈Alone〉                 | 7:50      |
| 4.  | 〈Shadows in the Flame〉  | 1:10      |
| 5.  | 〈Visions〉               | 5:24      |
| 6.  | 〈Hope〉                  | 2:10      |
| 7.  | 〈New Beginnings〉        | 4:57      |
| 8.  | 〈Calm Before the Storm〉 | 2:05      |
| 9.  | 〈Nostradamus〉           | 6:43      |
| 10. | 〈Future of Mankind〉     | 8:30      |

## 인증
| 국가                       | 인증 | 판매량/출하량 |
| -------------------------- | ---- | ------------- |
| 러시아 (NFPF)              | 골드 | 10,000*       |
| *판매량을 기반으로 한 인증 |      |               |